# Уошем (Вайоминг)
Уошем (англ. Washam) — статистически обособленная местность, расположенная в округе Суитуотер (штат Вайоминг, США) с населением в 43 человека по статистическим данным переписи 2000 года.

## География
По данным Бюро переписи населения США, статистически обособленная местность Уошем имеет общую площадь в 54,13 квадратных километров, водных ресурсов в черте населённого пункта не имеется.
Статистически обособленная местность Уошем расположена на высоте 2091 метр над уровнем моря.

## Демография
По данным переписи населения 2000 года, в Уошеме проживало 43 человека, 10 семей, насчитывалось 17 домашних хозяйств и 49 жилых домов. Средняя плотность населения составляла около 0,8 человека на один квадратный километр. Расовый состав Уошема по данным переписи был исключительно белым.
Из 17 домашних хозяйств в 35,3 % — воспитывали детей в возрасте до 18 лет, 52,9 % представляли собой совместно проживающие супружеские пары, в 5,9 % семей женщины проживали без мужей, 35,3 % не имели семей. 35,3 % от общего числа семей на момент переписи жили самостоятельно, при этом 17,6 % составили одинокие пожилые люди в возрасте 65 лет и старше. Средний размер домашнего хозяйства составил 2,53 человек, а средний размер семьи — 3,36 человек.
Население статистически обособленной местности по возрастному диапазону по данным переписи 2000 года распределилось следующим образом: 30,2 % — жители младше 18 лет, 4,7 % — между 18 и 24 годами, 30,2 % — от 25 до 44 лет, 14,0 % — от 45 до 64 лет и 20,9 % — в возрасте 65 лет и старше. Средний возраст жителей составил 38 лет. На каждые 100 женщин в Уошеме приходилось 87,0 мужчин, при этом на каждые сто женщин 18 лет и старше приходилось 87,5 мужчин также старше 18 лет.
Средний доход на одно домашнее хозяйство в статистически обособленной местности составил 90 112 долларов США, а средний доход на одну семью — 90 112 долларов. При этом мужчины имели средний доход в 90 957 долларов США в год. Доход на душу населения в статистически обособленной местности составил 18 583 доллара в год. Все семьи Уошема имели доход, превышающий уровень бедности.